# Soly Cissé
Soly Cissé (Dakar, 1969) è un artista senegalese.

## Biografia
Soly Cissé nasce a Dakar nel 1969 e fatica a convincere il padre, un medico militare, a permettergli di intraprendere la carriera di artista.
Nel 1995 frequenta un laboratorio di fotografia e partecipa alla mostra collegata organizzata dal Centro culturale francese di Dakar. Nel 1996 si diploma alla Scuola d'arte di Dakar.
Nel 2001 rappresenta il Senegal ai Giochi della Francofonia. È selezionato alla Biennale di Dakar 2000 e 2002. Espone all'interno della grande mostra di arte contemporanea africana Africa Remix.
Cissé si esprime con pittura, scultura, fotografia e installazioni. Nelle sue opere pittoriche, si confondono forme ibride di animali e umani.. I soggetti giocano nella dualità tra tradizione e modernità.. Il lavoro di Soly Cissé è influenzato dalle opere di Francis Bacon e Jean-Michel Basquiat.
- Serie Sinistrés, 2005. Una serie di disegni a carboncino che ritraggono la popolazione senegalese durante i momenti difficili delle inondazioni di settembre 2005[4].
- Serie Monde perdu, 2005.
- Serie La Sortie des masques, 2008, serie, olio su tela[5]

## Esposizioni

### Personali
- Le Monde Perdu, Centro per l'Arte contemporanea Luigi Pecci, Prato, 2005
- Monde perdu, Parigi, 2005
- Être pour devenir, Musée des Arts Derniers, Parigi, 2007
- Museo dell'IFAN, Dakar, Senegal, 2008
- Mondes Perdus, Influx Contemporary Art, Lisbona, 2010
- Bestiario, Kyo Noir Gallery, Viterbo, Italy, 2012
- Physiologus, Kyo Noir Studio, Viterbo, Italy, 2018

### Collettive
- Dak'Art 2000: Biennale di Dakar
- Dak'Art 2002: Biennale di Dakar
- Africa Remix, Centre Pompidou, 2004-2005
- Africa Urbis: Perspectives Urbaines, Musée des Arts Derniers, Parigi, 2005
- Foire internationale des Arts Derniers: Les Afriques 2, 2005
- Artistes du Sénégal, Museo Dapper, Parigi, 2006
- Des Hommes sans Histoire?, Musée des Arts Derniers, Parigi, 2006
- Dak'Art 2006: Biennale di Dakar
- Africa Remix, Mori Museum, Tokyo, 2006
- Dak'Art 2008: Biennale di Dakar
- Toguo/Cissé, Galleria Le Manége, Dakar, 2010
- Africa 2.0 > is there a 'contemporart african art'? Influx Contemporary Art, Lisbona, 2010